# İrina Kindzerskaya

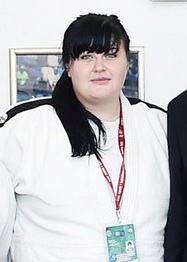
İrina Kindzerskaya (2018)

İrina Nikolayevna Kindzerskaya oder Iryna Kindzerska (ukrainisch Ірина Миколаївна Кіндзерська, russisch Ирина Николаевна Киндзерская; * 13. Juni 1991 in Kamjanez-Podilskyj, Ukrainische SSR, Sowjetunion) ist eine Judoka, die bis 2016 für die Ukraine antrat und seit 2017 für Aserbaidschan startet. 2013 und 2019 war sie Dritte der Europameisterschaften, 2017 Dritte der Weltmeisterschaften und 2020 Zweite der Europameisterschaften. 2021 erhielt sie eine olympische Bronzemedaille.

## Sportliche Karriere
İrina Kindzerskaya war 2007 Dritte der Kadetten-Europameisterschaften. 2008 gewann sie ihren ersten ukrainischen Meistertitel im Schwergewicht, 2010, 2012 und 2014 folgten weitere Titel; 2012 gewann sie zudem den Titel in der offenen Klasse. 2009 siegte Kindzerskaya bei den U20-Europameisterschaften und erkämpfte hinter der Bosnierin Larisa Cerić Silber bei den U20-Weltmeisterschaften.
Bei den Europameisterschaften 2011 in Istanbul belegte die 1,80 m große Kindzerskaya den siebten Platz. 2012 bei den Olympischen Spielen in London unterlag sie im Viertelfinale der Chinesin Tong Wen. Nach einem Sieg in der Hoffnungsrunde über die Russin Jelena Iwaschtschenko verlor Kindzerskaya den Kampf um Bronze gegen die Britin Karina Bryant. Im Jahr darauf unterlag sie bei den Europameisterschaften 2013 in Budapest im Halbfinale der Französin Émilie Andéol, im Kampf um eine Bronzemedaille bezwang sie die Deutsche Jasmin Külbs. 2016 trat sie letztmals bei den ukrainischen Landesmeisterschaften an und verlor im Finale gegen Switlana Jarjomka.
Die Weltmeisterschaften 2017 fanden in Budapest statt, der Stadt in der Kindzerskaya 2013 ihre einzige Europameisterschaftsmedaille gewonnen hatte. 2017 bezwang sie im Viertelfinale Larisa Cerić und unterlag im Halbfinale der Chinesin Yu Song. Den Kampf um Bronze gewann sie gegen die Niederländerin Tessie Savelkouls und gewann damit ihre erste Meisterschafts-Medaille für Aserbaidschan. 2018 belegte Kindzerskaya den siebten Platz sowohl bei den Europameisterschaften als auch bei den Weltmeisterschaften. Die Europameisterschaften 2019 wurden im Rahmen der Europaspiele in Minsk ausgetragen, Kindzerskaya gewann eine Bronzemedaille. Bei den Weltmeisterschaften 2019 belegte sie den siebten Platz. 2020 erreichte sie das Finale bei den Europameisterschaften in Prag und erhielt die Silbermedaille hinter der Französin Romane Dicko. Bei den Olympischen Spielen in Tokio unterlag sie im Halbfinale der Japanerin Akira Sone, im Kampf um eine Bronzemedaille bezwang sie die Chinesin Xu Shiyan.